# Tursán
Tursán es un territorio histórico del departamento de las Landas perteneciente a la región natural francesa del País del Adur landés.

## Localización
Perteneciente a la antigua provincia de Gascuña, Tursán está apartada de la costa y de los extensos pinares. Ubicado en el sureste del departamento, ofrece un paisaje verde y montañoso donde crece el maíz que se usa para engordar gansos y patos.
El Tursan limita al norte con las Pequeñas Landas, al oeste con Chalosse, al sur con Bearne y al este con Armagnac.
Antes de la Revolución Francesa, esta tierra se extendía más al sur, sobre una docena de municipios del Soubestre (alrededor de Arzacq-Arraziguet), que se unieron en 1790 al departamento de Pirineos Atlánticos.

### Descripción
En 1651, Pierre Duval, mapa en apoyo, describe el país en Descripción de l'archipriest de Tursan (ou d' Urgons), diócesis de Aire:

Le païs de Theursan avoisine le Bearn où pour l’ordinaire on porte les vins qui se recüeillent en ce quartier, l'Adour n’y estant pas capable de porter batteaux pour les faire descendre à Bajonne. C’est chose assez remarquable que dans tout le Theursan on ne boit ordinairement que vins bien delicats, tant blancs que clairets. On y compte 40 Paroisses, qui ne font que 24 Cures. Les villes y sont en nombre de sept, Aire, Pimbou, Geaune, Büanes, Coudures, Castelnau, & Montgalhard.

### Ciudades
Los pueblos principales son: Aire-sur-l'Adour y la bastida de Geaune.
Además de los municipios que componen la comunidad de municipios de Tursán, otros pueblos añaden el nombre a su topónimo para diferenciarse de los pueblos con el mismo nombre más o menos cercanos: por ejemplo Castelnau-Tursan (ver también “castelnau”), o Vielle-Tursan, que se diferencia así de Vielle-Saint-Girons, Vielle-Soubiran (Landas), Vielle-Adour, Vielle-Aure y Vielle-Louron (Altos Pirineos).

## Geología
Tursán tiene suelos arcillo-calcáreos sobre la formación Terciaria del Eoceno.

## Camino de Santiago
Tursán está atravesado por la principal ruta de peregrinación jacobea que conduce a Santiago de Compostela desde Le Puy-en-Velay: la Vía Podiensis. Hitos principales:
- Aire-sur-l'Adour y su iglesia de Sainte-Quitterie declarada Patrimonio de la Humanidad por la UNESCO;
- Miramont-Sensacq;
- Pimbo, y su colegiata de San Bartolomé.

## Historia

### Túmulo de Vielle-Aubagnan
A principios del siglo XX la meseta de Tursán está, según dice G. Fabre, "cubierta de montículos". Algunos fueron explorados por Pierre-Eudoxe Dubalen y su colega el Sr. Lummau, quien lo sucedió en la década de 1920 como conservador del Museo Dubalen en Mont-de-Marsan.
Los túmulos funerarios de Vielle-Aubagnan, como se los denomina a menudo en la literatura científica, se encuentran en Vielle-Tursan, cerca de Aubagnan. Se han fechado en La Tène (Segunda Edad del Hierro). Uno de ellos, explorado por Pierre-Eudoxe Dubalen en 1914, arrojó los restos de un casco con decoraciones celtas, un hallazgo excepcional en la región; y los restos de dos ampollas con inscripciones ibéricas cada una, únicas en el suroeste de Francia (que sólo proporcionó inscripciones ibéricas en monedas muy raras). Parte de las colecciones de P.-E. Dubalen está en el Museo Dubalen en Mont-de-Marsan.

### Megalitos del Bahus
El grupo de megalitos Bahus incluye menhires y dólmenes, incluido el menhir Guillay grabado en Larrivière y el callejón cubierto de la piedra Pithyé en Fargues. Este grupo Bahus está situado en una meseta de 130 de altitud media compartida, en los municipios de Buanes, Fargues, Classun, Larrivière y Montgaillard, entre el Adur y el arroyo Bahus, afluente del margen izquierdo del Adour. Esta meseta estuvo cubierta durante mucho tiempo por páramos, hasta el desarrollo del cultivo del maíz en la década de 1960, y hasta las grandes concentraciones de tierras de la década de 1960.

#### Lacajunte
Al sur, entre Thèze (Pirineos Atlánticos) y Lacajunte, la meseta forma un corredor estrecho y la densidad de túmulos es alta allí; los montículos se agrupan en necrópolis. Desde Lacajunte hasta Hagetmau la meseta se ensancha, los túmulos se dispersan y las necrópolis son más escasas. 
Así en Lacajunte existe un yacimiento formado por un gran túmulo aislado, de unos 2 m  de altura aún en 1987; una necrópolis de 7 montículos más pequeños y casi nivelados (en 1987) que los estudios antiguos llaman «por Fratis»; y un estanque de fósiles con un vertedero que lleva agua al arroyo Lous.

#### Arboucave
En Arboucave, en el borde de la meseta, el recinto de un sitio compuesto por una pequeña necrópolis y varios túmulos ya fue completamente nivelado en 1987. Este sitio forma parte de un conjunto de túmulos llamados «Nebulosa túmular de Arboucave».
En los páramos de Caraous, parcelas que contienen diecisiete túmulos están clasificados como monumentos históricos desde el 4 de noviembre de 1971.
Los túmulos pueden servir como enterramientos o alojamientos, a veces con la parte oriental pavimentada como hábitat y la parte occidental sin pavimentar como entierro.
F. Didierjean plantea una hipótesis para explicar la elección de altiplanicies para el establecimiento de túmulos funerarios: los páramos que cubrían las mesetas de arena arcillosa habrían sido puntos de atracción, especialmente en lo que se refiere a rebaños que pastaban y bebían de los estanques. R. Arambourou (1971) había sugerido que las poblaciones prehistóricas tenían un modo de vida seminómada ligado al pastoreo trashumante; las mesetas alargadas se habrían utilizado como corredores naturales que divergían hacia las Landas desde la meseta de Ger. Estas mesetas también están atravesadas por pouges, caminos muy antiguos que siguen las líneas de las crestas y evitan en la medida de lo posible atravesar valles. Así encontramos el camino de Pouge, que va hacia Saint-Sever pasando por Samadet; y el camino de Saint-Pé, que se une al Adur aguas abajo de Aire. Pero esta hipótesis no explica la diseminación de los túmulos en ciertos lugares, y no se ha demostrado la continuación del camino de la Pouge más allá de Samadet.

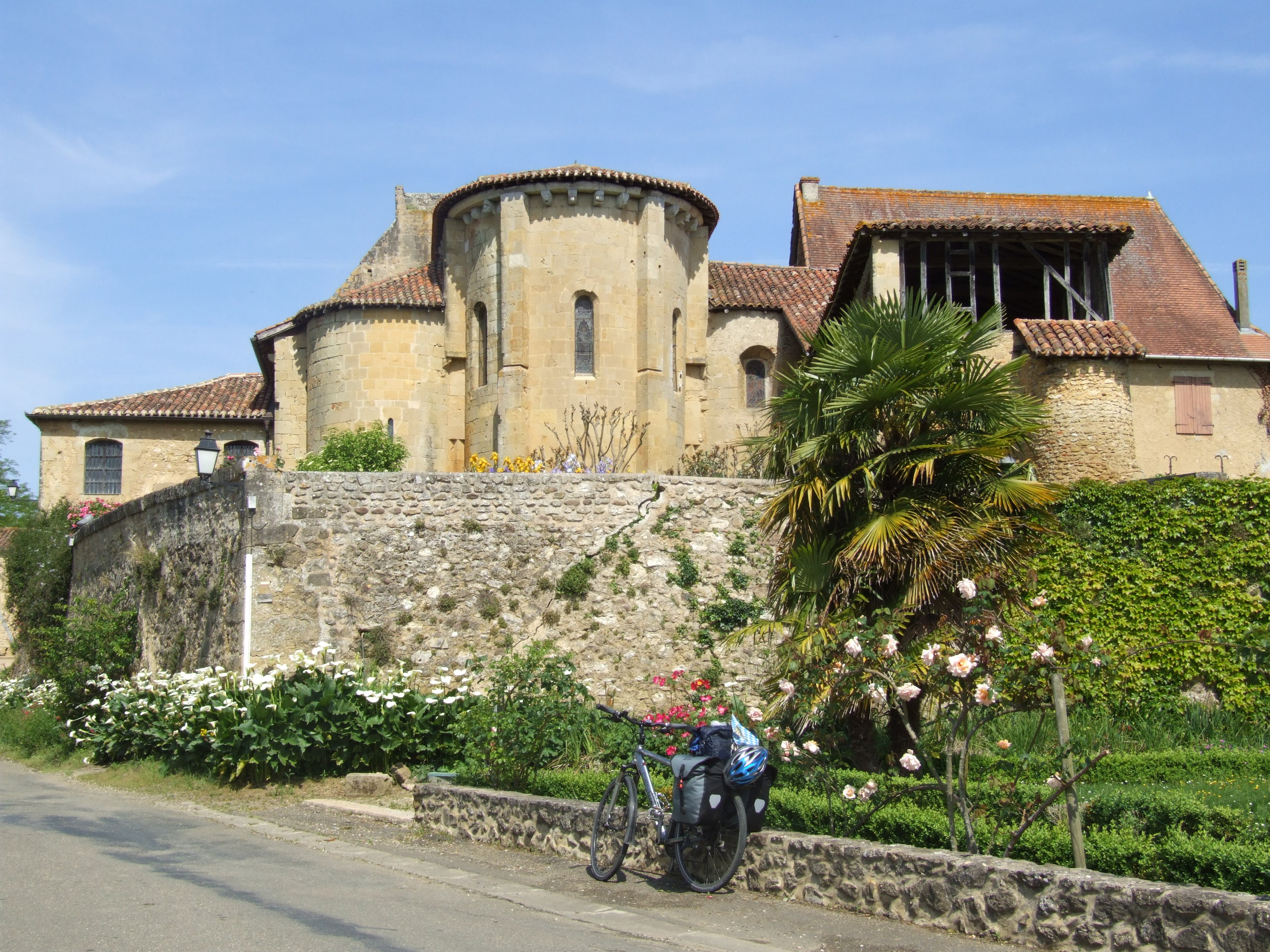
Colegiata de San Bartolomé de Pimbo

### Edad Media
Antes del siglo XIV, el Tursan era un mosaico de pequeños señoríos:
- eclesiásticos: el cabildo de Aire, la Colegiata de San Bartolomé de Pimbo, la abadía de Saint-Loubouer o la encomienda de Saint-Antoine de Golony.
- laicos, siendo los dos principales los de las familias Miremont y Castelnau-Tursan.

La mayoría de estos señoríos dependen directamente del duque de Gascuña. Sin embargo, en XI 11 Y duodécimo _ siglos, los Miremont dominan Tursan (aparecen brevemente como vizcondes de Miremont en algunos actos, y algunos autores los han llamado erróneamente vizcondes de Tursan), pero son vasallos del vizconde de Bearne.
Tursán permanece a partir de entonces unido al devenir de Bearne. En un acta de 1390 de Gastón III de Foix-Bearne se menciona por primera vez el Vizcondado de Tursán. Este título pasa luego a las casas de Grailly, Albret y Borbón. En 1607, el último vizconde de Tursán, Enrique IV unió el vizcondado al dominio real. 

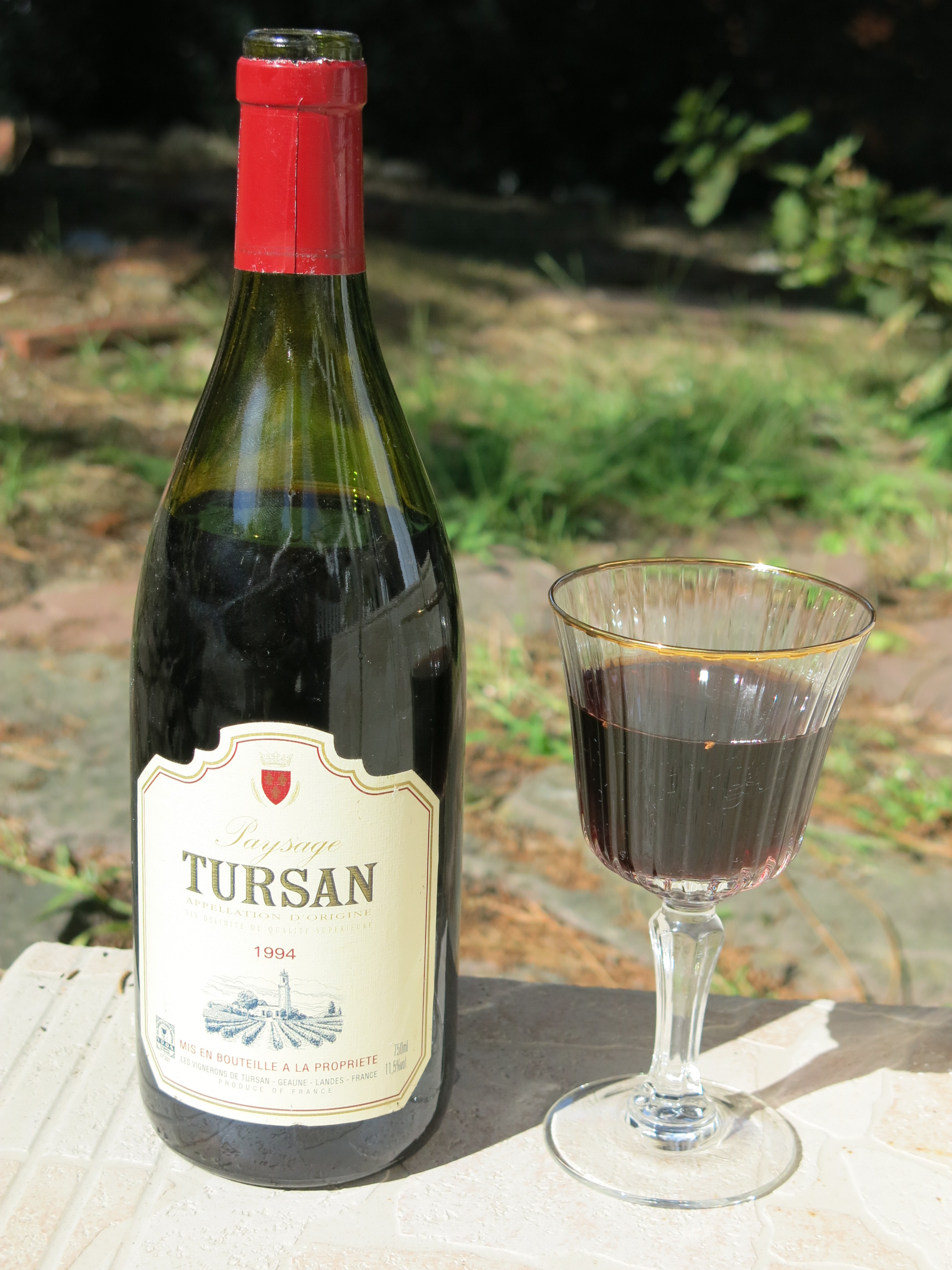
Vino Tursan (1994)

## Viñedo
- Denominación de Origen Controlada, el viñedo de Tursán ofrece vinos blancos, rosados y tintos muy secos.

## Hidroterapia
Ciudad balneario de Eugénie-les-Bains, llamada así por la emperatriz Eugenia, esposa de Napoleón III. El chef Michel Guérard tiene un restaurante allí.

## Museos
- Museo Departamental de Loza y Vajilla

## Lenguas habladas
- Francés (idioma oficial, hablado y entendido por toda la población)
- Gascón (vernáculo, todavía en uso en las zonas rurales).